# Ellington (Connecticut)
Ellington ist eine Stadt im Tolland County im US-Bundesstaat Connecticut, Vereinigte Staaten, mit 15.602 Einwohnern (Stand: 2010). Die geographischen Koordinaten sind: 41,90° Nord, 72,47° West. Das Stadtgebiet hat eine Größe von 89,6 km².